# Либа
Либа (чеш. Libá) је насељено место са административним статусом сеоске општине (чеш. obec) у округу Хеб, у Карловарском крају, Чешка Република.  

## Историја
Први запис датира из 1264. године. Пре се Либа звала Либштејн када је после рата Немачко становништво протерано за Немачку. 

## Становништво
Према подацима о броју становника из 2014. године насеље је имало 723 становника.